# Pont-du-Navoy
Pour les articles homonymes, voir Pont (toponyme).
Pont-du-Navoy est une commune française située dans le département du Jura, dans la région culturelle et historique de Franche-Comté et la région administrative Bourgogne-Franche-Comté.
Elle fait partie de la Communauté de communes Champagnole Porte du Haut-Jura.

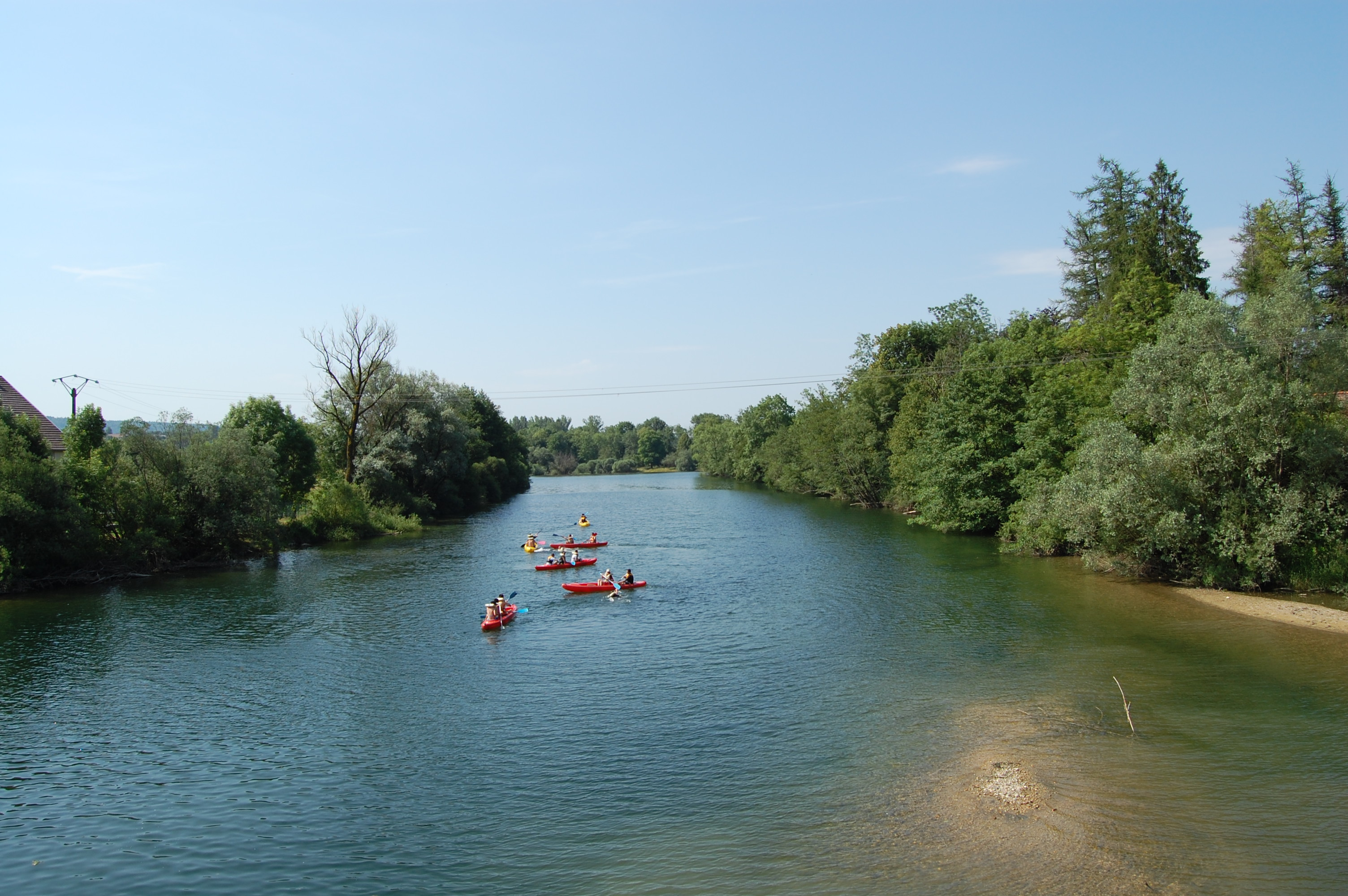
La rivière d'Ain à Pont-du-Navoy.

## Géographie

### Communes limitrophes
Pont-du-Navoy est situé sur l'ancienne RN471, renommée D471 lors des déclassements de 1972, qui relie Lons-le-Saunier à Pontarlier.

### Cadre géologique
La commune de Pont-du-Navoy s'inscrit dans la grande région naturelle du Jura externe, au cœur de la combe d'Ain dominée par la côte de l'Heute qui sépare le plateau de Lons-le-Saunier et celui de Champagnole. Le village s'est implanté sur une basse terrasse de marnes grises litées (varves) correspondant aux dépôts fins du fond du lac glaciaire qui bordait la combe. Cette basse terrasse est incisée par l'actuelle vallée de l'Ain.

Carte géologique simplifiée des unités structurales du massif du Jura.
L'Ain à Pont-du-Navoy.

### Climat
Pour des articles plus généraux, voir Climat de la Bourgogne-Franche-Comté et Climat du département du Jura.
En 2010, le climat de la commune est de type climat de montagne, selon une étude du Centre national de la recherche scientifique s'appuyant sur une série de données couvrant la période 1971-2000. En 2020, Météo-France publie une typologie des climats de la France métropolitaine dans laquelle la commune est exposée à un climat semi-continental et est dans la région climatique  Jura, caractérisée par une forte pluviométrie en toutes saisons (1 000 à 1 500 mm/an), des hivers rigoureux et un ensoleillement médiocre. 
Pour la période 1971-2000, la température annuelle moyenne est de 9,6 °C, avec une amplitude thermique annuelle de 17 °C. Le cumul annuel moyen de précipitations est de 1 525 mm, avec 12,9 jours de précipitations en janvier et 9,9 jours en juillet. Pour la période 1991-2020, la température moyenne annuelle observée sur la station météorologique de Météo-France la plus proche, « Besain », sur la commune de Besain à 7 km à vol d'oiseau, est de 9,6 °C et le cumul annuel moyen de précipitations est de 1 525,6 mm. 
La température maximale relevée sur cette station est de 39,5 °C, atteinte le 25 juillet 2019 ; la température minimale est de −33 °C, atteinte le 2 janvier 1971,,. 
Les paramètres climatiques de la commune ont été estimés pour le milieu du siècle (2041-2070) selon différents scénarios d'émission de gaz à effet de serre à partir des nouvelles projections climatiques de référence DRIAS-2020. Ils sont consultables sur un site dédié publié par Météo-France en novembre 2022.

## Urbanisme

### Typologie
Au 1er janvier 2024, Pont-du-Navoy est catégorisée commune rurale à habitat dispersé, selon la nouvelle grille communale de densité à sept niveaux définie par l'Insee en 2022.
Elle est située hors unité urbaine. Par ailleurs la commune fait partie de l'aire d'attraction de Champagnole, dont elle est une commune de la couronne,. Cette aire, qui regroupe 43 communes, est catégorisée dans les aires de moins de 50 000 habitants,.

### Occupation des sols
L'occupation des sols de la commune, telle qu'elle ressort de la base de données européenne d’occupation biophysique des sols Corine Land Cover (CLC), est marquée par l'importance des forêts et milieux semi-naturels (53,8 % en 2018), une proportion sensiblement équivalente à celle de 1990 (53,6 %). La répartition détaillée en 2018 est la suivante : 
forêts (52,8 %), prairies (21,9 %), terres arables (18 %), zones urbanisées (4,7 %), zones agricoles hétérogènes (1,6 %), milieux à végétation arbustive et/ou herbacée (1 %). L'évolution de l’occupation des sols de la commune et de ses infrastructures peut être observée sur les différentes représentations cartographiques du territoire : la carte de Cassini (XVIIIe siècle), la carte d'état-major (1820-1866) et les cartes ou photos aériennes de l'IGN pour la période actuelle (1950 à aujourd'hui).

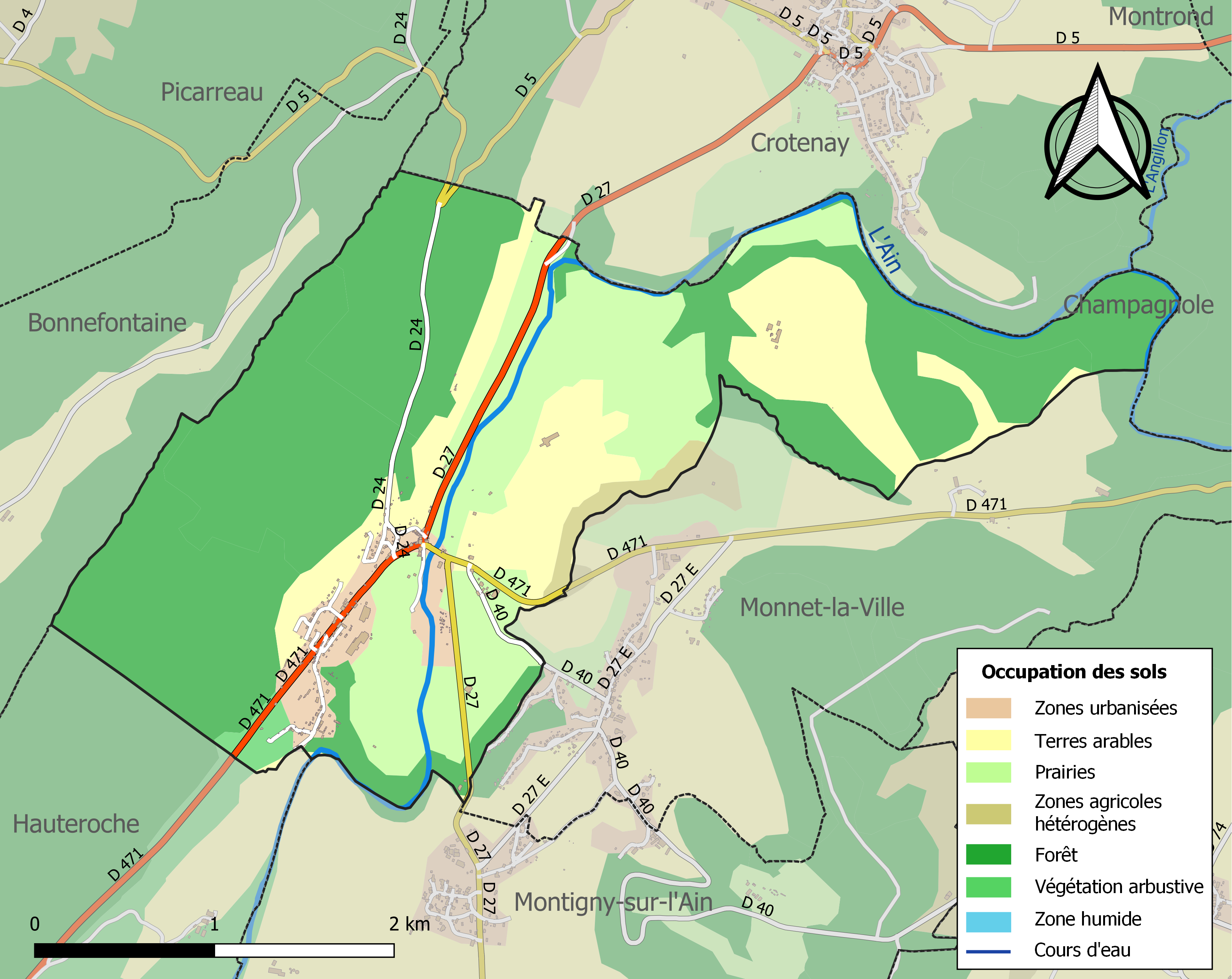
Carte des infrastructures et de l'occupation des sols de la commune en 2018 (CLC).

## Histoire

### Héraldique
| Blason de Pont-du-Navoy | Blason  | Barré d'azur et d'or, à deux poisons ployés de sinople, l'un au-dessus de l'autre, celui de la pointe contourné et renversé, accompagnés en chef d'un pont droit de quatre arches de gueules, lui-même surmonté de l'inscription "PONT DU NAVOY" de sable. |
| Blason de Pont-du-Navoy | Détails | Le statut officiel du blason reste à déterminer. |

## Politique et administration
| Période   | Période   | Identité          | Étiquette | Qualité     |
| --------- | --------- | ----------------- | --------- | ----------- |
| mars 2001 | mars 2008 | Noëlle Binet      |           |             |
| mars 2008 | mars 2014 | Jean-Claude Kempf |           |             |
| mars 2014 | En cours  | Xavier Olivier    | DVD       | Agriculteur |

## Démographie
L'évolution du nombre d'habitants est connue à travers les recensements de la population effectués dans la commune depuis 1793. Pour les communes de moins de 10 000 habitants, une enquête de recensement portant sur toute la population est réalisée tous les cinq ans, les populations de référence des années intermédiaires étant quant à elles estimées par interpolation ou extrapolation. Pour la commune, le premier recensement exhaustif entrant dans le cadre du nouveau dispositif a été réalisé en 2007.

En 2022, la commune comptait 275 habitants, en évolution de +3 % par rapport à 2016 (Jura : −0,81 %, France hors Mayotte : +2,11 %).
| 1793 | 1800 | 1806 | 1821 | 1831 | 1836 | 1841 | 1846 | 1851 |
| ---- | ---- | ---- | ---- | ---- | ---- | ---- | ---- | ---- |
| 220  | 223  | 250  | 267  | 299  | 355  | 351  | 355  | 442  |

| 1856 | 1861 | 1866 | 1872 | 1876 | 1881 | 1886 | 1891 | 1896 |
| ---- | ---- | ---- | ---- | ---- | ---- | ---- | ---- | ---- |
| 409  | 390  | 444  | 511  | 527  | 464  | 426  | 445  | 441  |

| 1901 | 1906 | 1911 | 1921 | 1926 | 1931 | 1936 | 1946 | 1954 |
| ---- | ---- | ---- | ---- | ---- | ---- | ---- | ---- | ---- |
| 466  | 447  | 445  | 368  | 322  | 307  | 304  | 245  | 244  |

| 1962 | 1968 | 1975 | 1982 | 1990 | 1999 | 2006 | 2007 | 2012 |
| ---- | ---- | ---- | ---- | ---- | ---- | ---- | ---- | ---- |
| 223  | 243  | 274  | 245  | 230  | 226  | 241  | 244  | 252  |

| 2017 | 2022 | - | - | - | - | - | - | - |
| ---- | ---- | - | - | - | - | - | - | - |
| 275  | 275  | - | - | - | - | - | - | - |

## Lieux et monuments
Pont en pierre du XVIIIe siècle, remplaçant un pont en bois mentionné déjà en 1452. Portée de 51 mètres en 4 travées. Toujours en usage.

## Résultat électoraux
Présidentielle 2012
Résultats premier tour Présidentielle 22 avril 2012 :
Nicolas Sarkozy		(31,76 %)
François Hollande	(22,97 %)
Marine Le Pen		(19,59 %)
Jean-Luc Mélenchon	(10,14 %)
François Bayrou		(8,11 %)
Eva Joly		(5,41 %)
Nicolas Dupont-Aignan	(1,35 %)
Nathalie Arthaud	(0,68 %)
Jacques Cheminade	(0,00 %)
Philippe Poutou		(0,00 %)
Inscrits : 177	
Abstentions : 22	
Votants : 155	
Exprimés : 148	
Blancs ou nuls : 7	
Résultats second tour Présidentielle 6 mai 2012 :
Nicolas Sarkozy	        (50,00 %)
François Hollande	(50,00 %)
Inscrits : 177	
Abstentions : 26	
Votants : 151	
Exprimés : 144	
Blancs ou nuls : 7